# 이든구

이든구의 위치

이든구(영어: Eden District)는 잉글랜드 컴브리아주에 위치한 비도시 자치구로 중심 도시는 펜리스이며 인구는 52,564명(2014년 기준), 면적은 2,142km2이다.